# Théâtre 140
Résidence

Logotype du théâtre 140

Le Théâtre 140 est une salle de spectacle bruxelloise fondée en 1963 par Jo Dekmine qui en resta directeur jusqu'en 2015. Alain Cofino Gomez en assure la direction générale et artistique depuis mars 2024. Il est situé au no 140 de l'avenue Eugène Plasky à Schaerbeek.

## Histoire
Après avoir créé et géré plusieurs cabarets bruxellois durant les années 1950, dont "La Poubelle" et "La Tour de Babel", Jo Dekmine se voit confier en 1962 la destinée d'une grande salle de spectacle en cours de construction, et prévue au départ pour n'être utilisée par la paroisse voisine que quelques jours par an. Avec l'aide de son frère, d'amis et de collaborateurs très éclectiques il fonde l'association "Spectacles d'Aujourd'hui", préférant ce terme plus concret à celui de "contemporain". Cette association couvrira durant 50 ans les saisons d'un théâtre réputé pour son caractère progressiste, ses choix décalés, son éclectisme culturel. 

Au cours des années 1970, Jo Dekmine aimait à dire « le Théâtre 140 est une baraque de foire ! » , en référence à cette volonté d'ouverture et de différence du paysage théâtral classique, alors encore majoritaire. Opposant une volonté d'être un lieu d'accueil de troupes et d'artistes étrangers, ou en tous cas non spécifiques à la francophonie belge, le "140" accueille dès sa première saison un mélange - osé pour l'époque - de Cool jazz et Free jazz, de chanteurs, de théâtre et de danse dite contemporaine. C'est au travers de sa programmation qu'il a développé un message particulier axé sur la défense des libertés et le droit à la différence.
Illustrant cette programmation au cours des années (liste non exhaustive et non chronologique) :
- musique: Serge Gainsbourg en 1964, Anthony Braxton, Thelonious Monk, Lionel Hampton, Léo Ferré, Barbara[4], l'Art Ensemble of Chicago, Alan Stivell, Claude Nougaro, Pierre Barouh, Black Sabbath (en 1970[5]), Pink Floyd (en 1967, 68 et 69) [6], Barclay James Harvest, Jacques Dutronc, Queen[7], John Lee Hooker, Archie Shepp, Ange, The Kinks, Michel Polnareff, Ferre Grignard, Georges Moustaki, Country Joe McDonald, Emerson, Lake and Palmer, Manu Dibango, Kevin Ayers, la chanteuse Nico, William Sheller, Blondie, Dick Annegarn, Thomas Fersen, Johnny Rotten et son groupe Public Image Limited, Magma, Pere Ubu, Sun Ra and his Myth Science Arkestra, Astor Piazzolla, Al Jarreau, BB King, Renaud, Dominique A, Jeanne Cherhal, Arthur H, Emilie Loizeau, Jacques Higelin, John Surman, Steel Pulse, Benjamin Biolay, Renan Luce, Benoît Dorémus, L'Affaire Louis' Trio, Miriam Makeba, Alain Souchon, miCkey [3d], Oldelaf, Charles Berling, Miossec, Jean-Louis Murat, Stephan Eicher, Vincent Delerm,...
- théâtre et danse: le Living Theatre de Julian Beck, "La Classe" de Tadeusz Kantor, Pina Bausch, Carolyn Carlson, le "Grand Magic Circus" de Jérôme Savary, Mabou Mines, Sankaï Juku, la compagnie Ariadone de Carlotta Ikeda, le Ridiculous Theatre de New York, les Pédalos avec le comédien Michel Dussarat[8], les Dzi Croquettes, la troupe flamande des Radeis[9] avec Josse De Pauw, la compagnie Grand Magasin[10], Peter Brook, Edward Bond, Denis Lavant, Édouard Baer, Philippe Decouflé, Georges Appaix, Eric Lacascade, Joël Pommerat, Anne Teresa De Keersmaeker, Alain Platel, Chantal Akerman, Koen Augustijnen, Wim Vandekeybus,...
- humour: Guy Bedos, Zouc, les frères Colombaioni[11], Christophe Alévêque, Romain Bouteille, Rufus, Pierre Desproges, Francis Blanche, Anne Roumanoff, Raymond Devos, Stéphane Guillon, Alex Vizorek,...

... et des centaines d'autres artistes de 1963 à nos jours.
L'intégralité de la programmation de 1963 à 1983 est listée, illustrée et racontée dans le livre qui a marqué l'anniversaire des 20 ans du théâtre: "Le Décalage Horaire" (ed. Atelier Vokaer, 1983). La plupart des saisons sont détaillées sur le site internet officiel du lieu , et une grande collection d'archives et d'extraits de presse (avec photos) est disponible sur un secteur du site de l'Université d'Anvers .
De 1963 à 2015 Jo Dekmine a composé la programmation de chacune des saisons du "140", de 1976 à 2010 en collaboration avec Renée Paduwat (codirectrice du théâtre durant 25 ans), puis de 2010 à 2015 avec Astrid Van Impe.
Début juin 2015 le "140" annonce dans la presse la succession d'Astrid Van Impe à la tête du théâtre . C'est désormais sous la direction de celle-ci que les saisons se poursuivent dans une volonté de continuité .

## Le lieu, concrètement

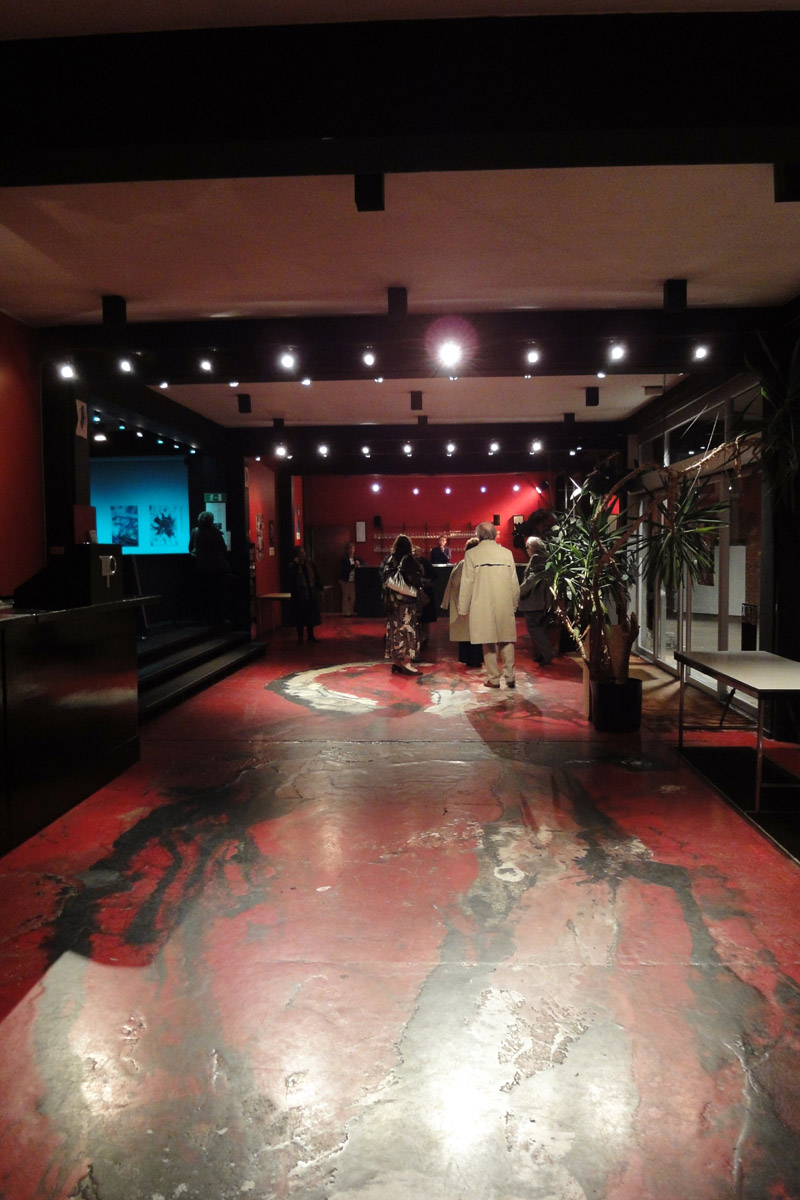
Théâtre 140 - le grand hall d'entrée

Le théâtre 140 est - encore aujourd'hui - un bâtiment très caractéristique de l'architecture du début des années 1960, n'émergeant du sol que d'un étage. Cachée derrière une rangée de buildings d'appartements, une large baie vitrée accueille le public sur un premier hall au sol décoré d'une peinture abstraite de Jean-Marie De Busscher. La salle de presque 600 places assises se prolonge derrière ce hall, jusqu'à jouxter une petite maison bourgeoise de la fin du XIXe siècle où se logent le bar d'après-spectacle et les bureaux d'administration du théâtre.

À l'origine, occupant le rez-de-chaussée de cette maison en 1963 et 64, un petit restaurant tenu par le directeur du lieu pouvait accueillir quelques clients après le spectacle. Même si cette expérience ne se sera pas prolongée plus d'un ou deux ans sous le nom de "L'échalote", l'aspect gastronomique n'a jamais été oublié, et l'équipe continue en 2018 à proposer des toasts, des soupes, fromages et viandes au bar du théâtre lors des fins de séances.
Dans le parking privé du théâtre, une minuscule écurie blanche complète l'ancienne maison, et abrite le bureau de réservation de l'établissement.

## En régie technique
Le premier directeur technique du Théâtre 140 fut Hubert Dombrecht (aussi très impliqué dans la création des Halles de Schaerbeek,, du bar-club "Thalamus" à Bruxelles, du festival du "Temps des Cerises" en 1976, 1977 et 1979 à Floreffe, et de la Zinneke Parade).

Le directeur technique fut ensuite Xavier Lauwers durant 25 ans (Prix du Théâtre 2004 en Création artistique et technique, concepteur lumières de 1789 : Les Amants de la Bastille) ,.    

L'actuel directeur technique depuis la fin 2014 est Marc Demey qui fait partie de la régie du "140" depuis une vingtaine d'années. Il est également directeur technique du Festival Couleur Café à Bruxelles, et a collaboré aux éclairages et à la régie de nombreux spectacles  (entre autres du Magic Land Théâtre, et "Des clowns" à la Chapelle des Pénitents Blancs du Festival d'Avignon "In" en 1989 ).

## Accessibilité
Ce site est desservi par la station de prémétro Diamant.
- Tram : 7, 25 et 62 arrêt Meiser
- Bus : 21, 29, 63 et N05 arrêt Plasky
- Villo! : station no 154